# Kembangan
Kembangan – naziemna stacja Mass Rapid Transit (MRT) w Singapurze, która jest częścią East West Line. Stacja położona jest wzdłuż Sims Avenue East, tuż nad Kanałem Siglap.